# Armalyte
Armalyte è un videogioco sparatutto a scorrimento orizzontale fantascientifico per Commodore 64 sviluppato dalla Cyberdyne Systems nel 1988. È stato il sesto videogioco pubblicato dalla Thalamus. Si controlla una navicella spaziale aiutata da un drone, oppure due navicelle per due giocatori simultanei. Era prevista una conversione per ZX Spectrum, della quale venne pubblicato soltanto un demo giocabile allegato alla rivista Your Sinclair.
Armalyte fu presentato dalla Thalamus come seguito di una delle loro prime pubblicazioni, Delta, anch'esso uno sparatutto spaziale a scorrimento orizzontale, ma creato da differenti sviluppatori. Sulla copertina originale appare infatti anche il soprattitolo Delta II.
Fu seguito a sua volta da Armalyte: The Final Run (1991) per computer della successiva generazione.

## Modalità di gioco
Si tratta di uno sparatutto bidimensionale a scorrimento orizzontale costante da sinistra a destra. Lo sfondo è costituito sempre dallo spazio, impostabile con stelle fisse o scorrevoli. In alto, in basso e sospese al centro ci possono essere delle strutture solide che costituiscono ostacoli da evitare. Le strutture hanno stile grafico diverso a ogni livello, di vari tipi artificiali o rocciosi, e talvolta formano strettoie anche molto sottili. Ci sono in tutto otto livelli; nel demo per ZX Spectrum c'è un solo livello.
La navicella del giocatore si muove in tutte le direzioni e inizialmente spara proiettili verso destra. Solo in giocatore singolo, la navicella è perennemente accompagnata e aiutata da un drone indistruttibile che la segue automaticamente a breve distanza, spara quando spara il giocatore, e può fare da scudo. In ogni momento si può comandare di sganciare il drone, che continuerà a volare in posizione fissa, finché non si comanda di farlo ritornare vicino.
Nella modalità multigiocatore due persone controllano in contemporanea due navicelle alleate di aspetto differente, non dotate di drone. Il punteggio dei giocatori è in comune. Le due navicelle non possono oltrepassarsi, ma se si toccano si possono spingere a vicenda.
Ogni giocatore dispone di tre super armi che si selezionano con un tasto e si sparano tenendo premuto a lungo il pulsante di fuoco. Le super armi hanno energia limitata, che si ricarica automaticamente col passare del tempo. Le tre super armi sono: un raggio che oltrepassa anche gli ostacoli (e costa più energia), uno sciame di raggi paralleli anche all'indietro, un raggio singolo di breve durata.
I nemici sono formazioni di navicelle di diversi tipi, postazioni di artiglieria fisse, e robot che camminano sui pavimenti o sui soffitti. Si perde subito una vita in caso di scontro o di proiettile avversario ricevuto. Alla fine di ogni livello, e anche in punti intermedi, lo scorrimento si ferma e si affrontano dei boss di grosse dimensioni, di natura meccanica o bionica, tutti diversi tra loro.
Negli scenari si trovano power-up sospesi nello spazio, che se raccolti nella loro forma iniziale conferiscono l'invulnerabilità per pochi secondi, oppure se colpiti più volte cambiano aspetto e forniscono vari potenziamenti all'armamento. Questi possono essere: sparo frontale più potente, sparo all'indietro, sparo verticale da ambo i lati, due cannoni extra affiancati, conversione dello sparo all'indietro in frontale più potente, batterie che permettono di accumulare più carica per le super armi.
L'intero schermo standard del Commodore 64 è utilizzato per l'azione; il pannello informativo, con punteggio e stato delle navicelle, grazie a tecniche particolari è situato sotto, nel bordo che normalmente sarebbe in tinta unita.

## Sviluppo
Gli sviluppatori di Armalyte sono i membri di Cyberdyne Systems John Kemp, Dan Phillips, Robin Levy e John Harries. Musica ed effetti sonori vennero realizzati da Martin Walker, programmatore di un altro titolo della Thalamus, Hunter's Moon.
La squadra di Cyberdyne Systems era appena stata formata a Exeter da un gruppo di studenti, che per il nome si ispirarono a un'azienda immaginaria della saga Terminator. Cercarono di ottenere un primo contratto per sviluppare una conversione per Commodore 64 di Salamander, ma la Konami aveva già ingaggiato altri; presentarono allora il loro demo alla Thalamus e ottennero l'incarico per sviluppare un gioco originale dello stesso genere. Gli sparatutto a scorrimento orizzontale erano molto in voga, in seguito all'uscita nell'autunno 1988 delle conversioni per computer del celebre R-Type; tuttavia era necessario evitare di produrne cloni troppo somiglianti, per evitare guai legali come era successo a Katakis.
Il titolo definitivo Armalyte venne scelto da John Harries, ispirato da una canzone heavy metal (Forgotten Sons, che a sua volta cita il produttore di armi ArmaLite). Dan Phillips è accreditato come programmatore principale. La grafica è di Robin Levy, che revisionò due volte lo stile prima di arrivare al definitivo aspetto organico/metallico. John Kemp, programmatore di sistema, sviluppò gli editor di caratteri, di livelli e di ondate di nemici, usati da Levy; programmò anche il movimento delle navicelle dei giocatori. Nel design generale ci furono contributi di tutti.
Lo sviluppo richiese in tutto 9 mesi di tempo.

## Accoglienza
Armalyte fu generalmente molto apprezzato dalla critica europea, spesso con giudizi intorno al 9/10, tra cui una "medaglia d'oro" di gioco del mese dalla rivista Zzap!.
Ai Golden Joystick Awards 1989 vinse il titolo di gioco con miglior grafica per i computer a 8 bit.
In retrospettiva, la rivista Retro Gamer nel 2016 lo giudicò tecnicamente ottimo, ma eccessivamente difficile; come in molti sparatutto dell'epoca, c'è un percorso ottimale per affrontare ogni livello, e nei punti più difficili il successo dipende dall'impararlo a memoria.
Secondo Retro Gamer, Armalyte fu un successo anche di vendite. Secondo lo sviluppatore Dan Phillips, arrivò in cima alle classifiche europee di vendite, ma complessivamente vendette solo 19 000 copie.

## Serie
Nel 1991 Thalamus pubblicò il seguito Armalyte: The Final Run per Amiga e Atari ST, sviluppato dalla Arc Developments.
Originariamente era in progetto una conversione di Armalyte per Amiga, assegnata ad altri sviluppatori, ma venne abbandonata. La Arc Developments stava lavorando a un nuovo sparatutto per la Thalamus, ma visto il progresso fatto, la Thalamus decise che il gioco della Arc sarebbe divenuto la tanto attesa conversione di Armalyte. Alla Arc fu lasciata molta libertà nello sviluppo, tanto che praticamente Armalyte: The Final Run divenne un altro gioco, e l'unica vera somiglianza con l'originale è nella navicella del giocatore.
La Cyberdyne realizzò una versione di Armalyte per Commodore 64 chiamata Competition Edition, dotata di livelli selezionabili. Fu creata perlopiù per diletto, e si parlò di organizzare una competizione con la rivista Zzap!64, ma non venne pubblicata. Solo nel 2009 la Psytronik pubblicò commercialmente e ufficialmente Armalyte: Competition Edition, con nuove funzionalità e contenuti bonus. La Competition Edition è stata inserita anche nella console rétro The C64 Mini del 2019.
La Cyberdyne Systems iniziò a lavorare su un seguito per Commodore 64, noto come Armalyte 2 e previsto per il 1990, con nuove caratteristiche tra cui molti più armamenti della navicella e un negozio per selezionarli. Il progetto fu abbandonato quando la squadra della Cyberdyne si trasferì alla System 3 a lavorare su altro. Molti anni dopo è stato divulgato un demo di Armalyte 2 molto preliminare.
È stata in programma una conversione di Armalyte per Game Boy Advance, mai completata per scarsità di fondi, ma il programmatore Dan Phillips (autore anche dell'originale) in quell'occasione convertì il programma del gioco in C++, cosa che dovrebbe facilitare il porting su altre piattaforme moderne.
Un remake di Armalyte per Windows è stato pubblicato dalla Psytronik nel 2010. Fu sviluppato da una piccola squadra che produceva remake gratuiti con il nome di Ovine By Design, e che assunse il nome S-A-S Designs per questo prodotto commerciale. Per Armalyte si avvalsero anche della consulenza degli autori originari Dan Phillips e Robin Levy.